# В'ялення

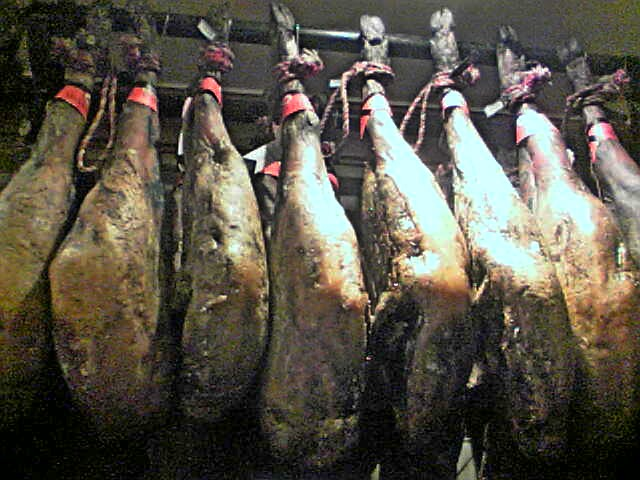
В'ялення окістів м'яса. Іспанія

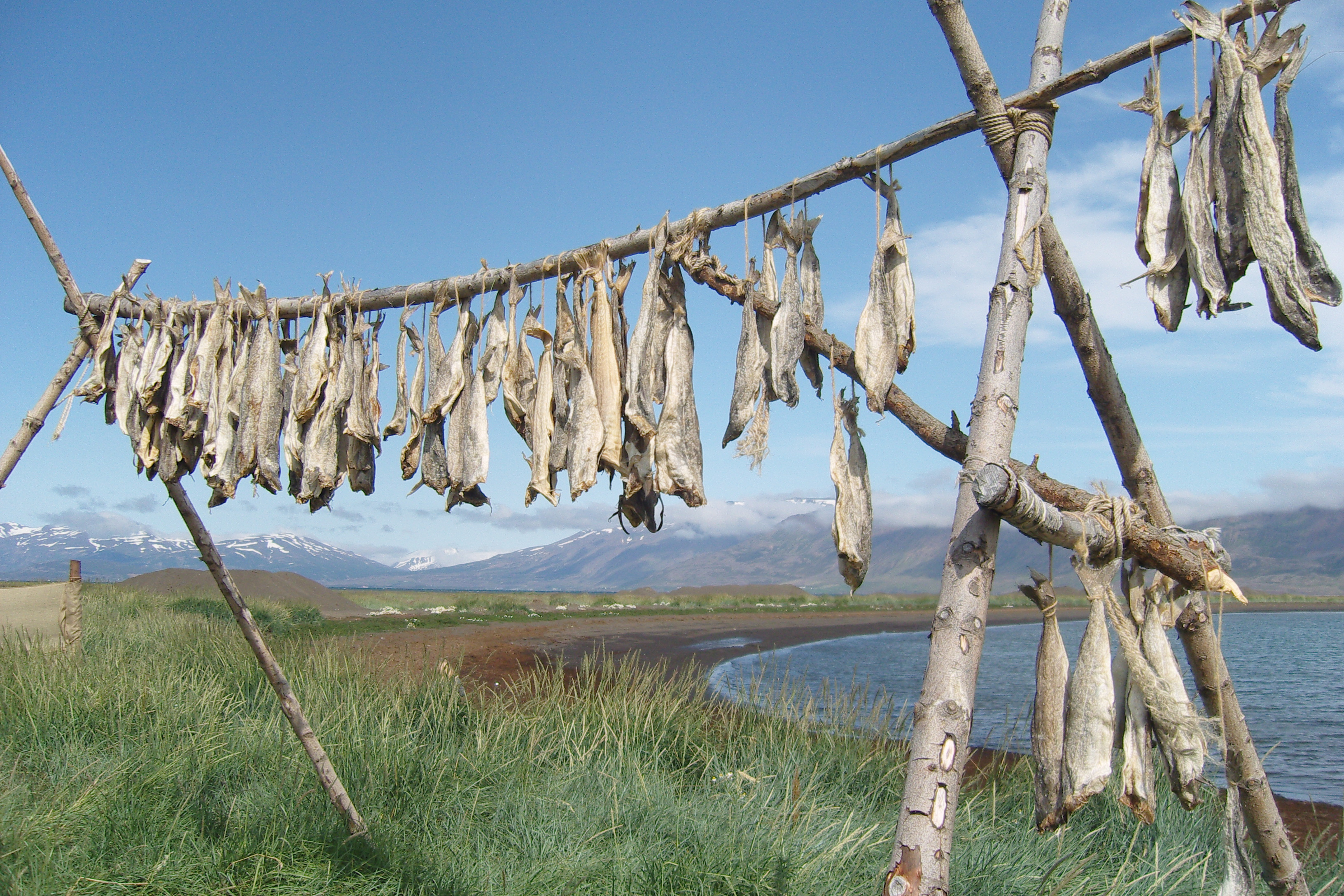
В'ялення риби. Ісландія

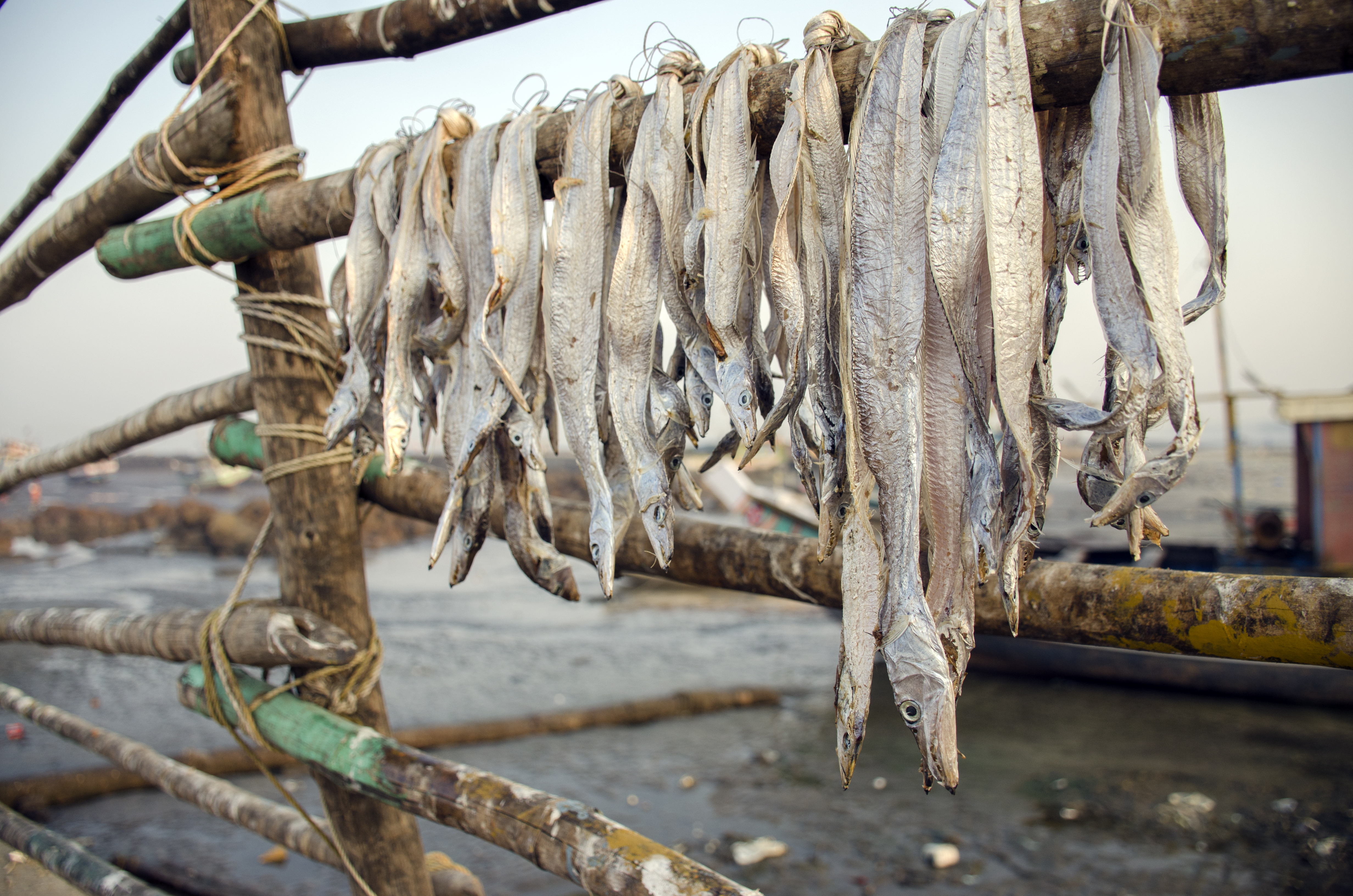
В'ялення риби. Індія

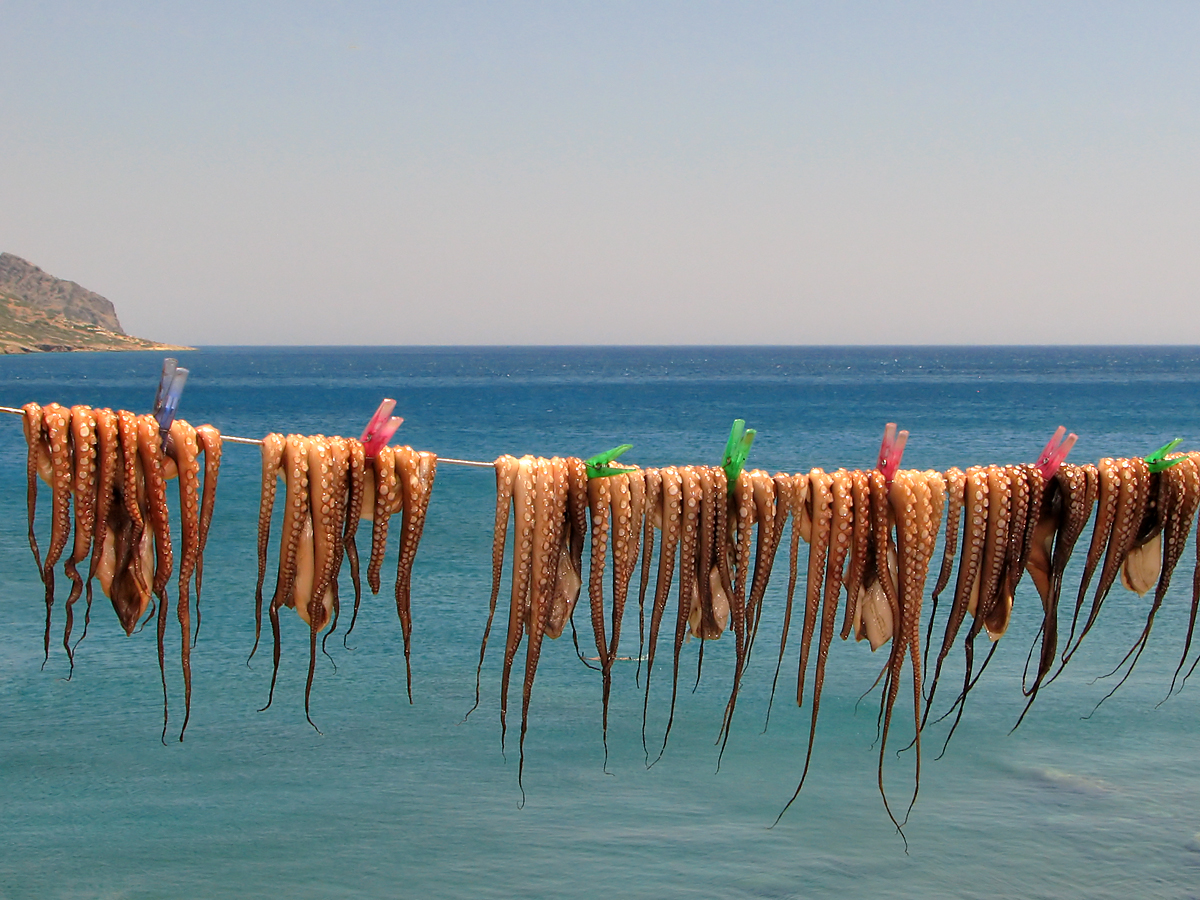
В'ялення восьминогів. Греція

В'ялення — форма консервування; повільне зневоднення продукту в природних умовах, коли він змінює свою первісну структуру і властивості під дією засолу (консервація кухонною сіллю), дозрівання і висушування. Природне світло і кисень повітря активують тканинні ферменти, під дією яких продукт дозріває, набуваючи особливий аромат і смак.

## Властивості в'ялених продуктів
М'ясо і риба — продукти, які швидко псуються. Для продовження терміну зберігання цих продуктів їх консервують. В'ялення — один із найпоширеніших способів консервування продуктів тваринного походження. Оброблені цим способом, або способом маринування, сушки чи копчення — м'ясо або риба набувають нові смакові якості, можуть тривалий час зберігатись в сухому прохолодному місці і придатні до вживання в їжу без додаткової кулінарної обробки.
В'ялення не є простим висушуванням (зневодненням), оскільки за час визрівання продукту відбувається холодна ферментація, а жир, який міститься в тканинах продукту, рівномірно просочує продукт. Завдяки цьому продукт стає менш гігроскопічним і може зберігатись тривалий час без зміни смаку, оскільки жир не контактує з повітрям. Температура при в'яленні не має перевищувати 40°C, коли відбувається денатурація.

## В'ялення м'яса
Для в'ялення придатне якісне м'ясо без шкіри, жиру і жил. М'ясо (1-2 кг) промивають, натирають та пересипають сіллю зі спеціями (близько 100 гр. солі на 1 кг м'яса), укладають у миску (суху або з розсолом) і ставлять в холодильник на засолювання на 3-5 діб залежно від розміру. Під час засолювання м'ясо необхідно щодня перевертати, при сухому посолі — зливати юшку та досолювати для поповнення солі, яку увібрала юшка. Просолене м'ясо промивають від солі або розсолу, обсушують та натирають спеціями з великою часткою червоного або чорного перцю, після чого підвішують протягом в сухому приміщенні або в частково притіненому (в спекотну погоду) місці на відкритому повітрі на 3-7 діб.

## В'ялення риби
Для в'ялення придатна лише жирна і напівжирна риба: вобла, тараня, лящ, рибець, кефаль, корюшка та ін. Найкраща пора року для в'ялення риби — весна і осінь, коли стоїть негаряча, але суха і ясна погода.
Після витримки виловленої риби в прохолодному місці протягом кількох годин її відмивають від слизу і нанизують на шпагат. Дрібну рибу солять цілою, а велику рибу патрають і видаляють у неї зябра. Підготовлену до засолу рибу обвалюють у солі, укладають у бочку й заливають розсолом (одна частина солі на чотири частини води). Через 2-5 діб в'язки риби витягують з розсолу, промивають у воді й розвішують під навісом на відкритому повітрі. Тривалість в'ялення — 2-4 тижні, залежно від розмірів та виду риби.